# Энергетическая безопасность России
Энергетическая безопасность России официально формулируется как состояние защищённости экономики и населения страны от угроз её национальной безопасности в сфере энергетики, при котором обеспечивается выполнение требований к топливо- и энергоснабжению потребителей, а также выполнение экспортных контрактов и международных обязательств страны. Также существуют альтернативные определения, в частности Институтом народнохозяйственного прогнозирования РАН предложено определение энергетической безопасности как состояния защищенности граждан, общества, государства, экономики от угроз дефицита в обеспечении их потребностей в энергии экономически доступными энергетическими ресурсами приемлемого качества, от угроз нарушений бесперебойности энергоснабжения.

## Доктрина энергетической безопасности
Официальная позиция по вопросам энергобезопасности России сформулирована в Доктрине энергетической безопасности Российской Федерации, утверждённой указом Президента России 13 мая 2019 года. В доктрине выделяется ряд вызовов энергетической безопасности страны:
- Внешнеэкономические вызовы: перемещение центра мирового экономического роста в Азиатско-Тихоокеанский регион, замедление роста мирового спроса на энергоресурсы и изменение его структуры, увеличение мировой ресурсной базы углеводородного сырья, усиление конкуренции экспортеров энергоресурсов, усиление позиций потребителей, рост производства сжиженного природного газа и его доли на мировых энергетических рынках, формирование глобального рынка природного газа, увеличение доли возобновляемых источников энергии в мировом топливно-энергетическом балансе;
- Внешнеполитические вызовы: наращивание международных усилий по реализации климатической политики и ускоренному переходу к «зеленой экономике»;
- Внутренние вызовы: переход России к новой модели социально-экономического развития, предполагающей структурную трансформацию экономики, сбалансированное пространственное и региональное развитие, модернизацию основных производственных фондов организаций, существенное повышение производительности труда и эффективности экономической деятельности, а также ухудшение демографической ситуации в России;
- Трансграничные вызовы: развитие и распространение прорывных технологий в сфере энергетики, в том числе технологий использования возобновляемых источников энергии, распределённой генерации электрической энергии, накопителей энергии, добычи углеводородного сырья из трудноизвлекаемых запасов, цифровых и интеллектуальных технологий, энергосберегающих и энергоэффективных технологий.

Для обеспечения энергетической безопасности, доктриной предусмотрен ряд мер, таких как развитие конкуренции в топливно-энергетическом комплексе, защита энергообъектов от внешнего вмешательства, техническое перевооружение и модернизация объектов энергетики, импортозамещение в энергетике, обеспечение воспроизводства минерально-сырьевой базы, повышение экологичности энергетики, развитие энергетики на основе возобновляемых источников энергии и распределённой генерации, развитие международного сотрудничества в области энергетики со странами СНГ, БРИКС, Шанхайской организации сотрудничества, членами ОПЕК и др.

## Угрозы
Выделяют следующие угрозы энергетической безопасности России:
- Энергорасточительность экономики. Характеризуется низкой энергоэффективностью применяемых технологий и оборудования, существенными потерями при транспортировке, трансформации и хранении энергоресурсов. Проблема усиливается сырьевым перекосом в структуре экономики;
- Слишком высокая доля природного газа в энергобалансе — в целом по России доля газа составляет около 70 % энергопотребления, в европейской части страны — более 90 %. Решение проблемы затрудняется наличием ценового перекоса между газом и углём;
- Отставание прироста разведанных запасов углеводородов от объемов их добычи, снижение качества минерально-сырьевой базы топливно-энергетического комплекса (истощение действующих месторождений, уменьшение размеров и снижение качества открываемых месторождений);
- Высокая изношенность оборудования в энергетике, недостаточный уровень инвестиций и низкие темпы обновления оборудования в топливно-энергетическом комплексе;
- Несоответствие энергетики страны современному инновационному уровню (слабое развитие возобновляемой энергетики, недостаточное использование современных технологий в тепловой энергетике — парогазовых установок, оборудования на суперсверхкритических параметрах пара, котлов с циркулирующим кипящим слоем);
- Недостаточное развитие энергетики в Восточной Сибири и на Дальнем Востоке;
- Санкционное давление, затрудняющее реализацию новых проектов в энергетике, запрет на передачу современных технологий, отсутствие в России высоколокализованного производства отдельных элементов энергетического оборудования (в частности, газовых турбин большой мощности, комплектных элегазовых распределительных устройств высоких классов наряжения);
- Возможное внешнее вмешательство в деятельность топливно-энергетического комплекса (диверсинно-террористические акты, кибератаки), нарушение деятельности энергетики вследствие стихийных бедствий.

## Оценки
Как отмечает коллектив авторов монографии «Энергетическая безопасность России», изданной под эгидой Российской академии наук, Россия в энергетическом отношении является полностью независимым государством. Благодаря большим запасам топливно-энергетических ресурсов и развитому топливно-энергетическому комплексу Россия не только полностью обеспечивает себя топливом и энергией, но и осуществляет масштабный экспорт энергоносителей, являясь одним из ведущих мировых производителей и экспортёров энергоресурсов.
Согласно утверждённой энергетической стратегии России до 2030 года, энергетическая безопасность России в ходе реализации предыдущей редакции энергостратегии (на период до 2020 года) была обеспечена в полном объёме. Согласно позиции Минэнерго России, энергетическая безопасность страны в 2018 году, не смотря на не достижение целевых значений ряда индикаторов энергостратегии до 2030 года, может считаться обеспеченной.
Согласно оценке Института мировой энергетики Торговой палаты США, опубликованной в 2018 году, уровень энергетической безопасности России находится на среднем уровне. Институтом проведена оценка энергобезопасности 25 стран, лидирующих по потреблению энергии (суммарно обеспечивающих 80 % мирового энергопотребления). Оценка проводилась по 29 параметрам, включая соотношение импорта нефти, газа и угля с их потреблением, соотношение расходов на импорт энергоносителей с ВВП страны, потребление энергии в целом и на душу населения, цены на нефть и электроэнергию и т. п. Россия заняла в этом рейтинге 12-е место, находясь примерно на одном уровне с Францией, уступая США, Канаде и Германии, но опережая Китай, Японию и Южную Корею. По мнению доктора экономических наук, заведующий кафедрой экономической безопасности Алтайского государственного университета Санниковой И. Н., энергетическая безопасность России считаться обеспеченной не может.